# Вуличне сміття
«Вуличне сміття» (англ. Street Trash) — комедійний фільм жахів режисера Дж. Майкла Муро, знятий у 1987 році. Він отримав Срібного Ворона на Брюссельському міжнародному фестивалі фантастичних фільмів. Фільм набув статусу культової класичної горрор-комедії, переповнений комедійними смертями та травмами, зокрема демонструє розплавлену людську плоть.

## Сюжет
У нижньому Мангеттені безпритульний Фредді краде пляшку алкоголю. Тікаючи, він стикається з різними випадковими людьми, в яких відбирає дрібнички. Згодом Ед, власник крамниці, під час прибирання знаходить у підвалі ящик дешевого лікеру «Tenafly Viper». Пляшкам уже понад 60 років і лікер давно зіпсований. Попри це, власник крамниці вирішує продати його місцевим волоцюгам, зокрема Фредді. Пляшку лікеру пізніше краде у Фредді його знайомий Полі, теж безпритульний, та вирішує розпити її в зруйнованому будинку. Раптом його тіло починає огидно плавитися та розпадатися на шматки, що стікають до унітазу. Інший волоцюга розпиває пляшку на балконі і шматки його отруйної плоті капають на обличчя перехожого, внаслідок чого той гине.
Полісмен Білл береться за розслідування цих трьох смертей і вирішує допитати божевільного ветерана війни у В'єтнамі Бронсона, що мешкає на звалищі. В відділку в цей час присутній гангстер Нік, власник італійського ресторану. Молодий швейцар ресторану користується становищем, щоб образити Ніка, бо сподівається, що його захистять як свідка. Поліцейські пояснюють, що цього не станеться.
Тим часом Френк, пихатий і хтивий власник звалища, свариться зі своєю секретаркою Венді, бо вона в робочий час доглядає за Фредді та його братом Кевіном. Безпритульний Барт обкрадає супермаркет, аби добути їжу для себе, Фредді та Кевіна. Бронсон вимагає від Фредді грошей, в цей час на нього мочиться інший безпритульний і Бронсон відрізає йому пеніс. За цим з осудом спостерігає Френк, який щойно злягався з мертвою повією, яку вночі зґвалтували жителі звалища.
Білл дізнається, що повія була коханкою Ніка. Він б'є гангстера та блює на нього, після чого вирушає на звалище. Білл стикається з Бронсоном і його коханкою Вінеттою, зазнає поранення в спину та гине.
Фредді в той час повертається до крамниці та купує пляшку «Tenafly Viper». Однак, він відмовляється її випити, коли бачить як товстий волоцюга поряд випиває той самий лікер, роздувається та вибухає. Пляшку відбирає у Фредді Віззі, випиває її та розплавляється. Фредді поспішає до Еда попередити його про згубну властивість «Tenafly Viper». Але Ед вже скуштував лікер і на ходу розтікається.
Барт приносить недопиту пляшку, полишену Віззі, Бронсону, але її випиває Вінетта. Венді кохається з Кевіном у офісі Френка, коли туди вривається оскаженілий Бронсон. Кевін тікає на склад автозапчастин, Бронсон женеться за ним. Побачивши це, Фредді кидає в Бронсона пляшку «Tenafly Viper». Той обпікається, але не помирає. Кевін запускає в нападника газовий балон, який обезголовлює Бронсона; його голова встигає зазирнути Венді під спідницю.
Під час титрів показується як Нік і його гангстери схопили швейцара. Вони знаходять у нього в кишені пляшку «Tenafly Viper». Нік випиває лікер і розплавляється за кадром. Швейцар заявляє гангстерам, що він тепер їхній ватажок.

## У ролях
- Майк Лекі — Фред
- Білл Чепіль — Білл
- Вік Ното — Бронсон
- Марк Сферрацца — Кевін
- Джейн Аракава — Венді
- Ніколь Поттер — Вінетта
- Р. Л. Раян — Френк Шніцер
- Кларенс Джармон — Берт
- Бернард Перлман — Віззі
- Брюс Торбет — Полі
- Міріам Цукер — п'яна дівчина
- М. Д'джанго Кранч — Ед
- Тоні Дарроу — Нік Дюран
- Ієн Бенардо — огидний хлопець
- Джеймс Лорінц — швейцар

## Сценарій
Сценарій написав Рой Фрамкес. Фільм заснований на десятихвилинному фільмі режисера Дж. Майкл Муро, який він зняв ще в студентські роки, де в головній ролі був Майк Лакей.
Видалені сцени включають танці на звалищі , а друга сюжетна лінія показує стосунки між Фредом і Бронсоном; все це було включено до документального фільму «Meltdown Memoirs».

## Реліз
Реліз фільму відбувся у червні 1987 року. В тому ж році він вийшов на VHS .
2005 року компанія Synapse Films випустила на ринок нову, цифрову версію фільму. У комплекті з DVD були наклейки у формі «етикетки» від лікеру, який був у фільмі. 2006 року, відбувся другий реліз компанією Synapse Films, яка випустила документальний фільм Meltdown Memoirs, сценарій до якого написав письменник Рой Фрамкес.
У 2010 році Arrow Video випустила у Великій Британії бокс сет із 2 DVD, який включає документальний фільм Meltdown Memoirs, раніше недоступний короткометражний фільм і буклет 42nd Street Trash: The Making of the Melt written by Calum Waddell.

## Сприйняття
«Вуличне сміття» привернуло мало уваги критиків у 1987 році. Рейтинг фільму на Rotten Tomatoes складає 67 % схвальних рецензій.
Чак Бовен для журналу Slant писав, що «Вуличне сміття» не наративний фільм. Він починає сюжетні лінії тільки для того, щоб грубо їх обірвати. Творці фільму не сентиментальні щодо безпритульних. «Вуличне сміття» зводить усіх до рівня сміттєвої урни, щоб зобразити шок-комедію, в якій безпритульні настільки ж огидні, наскільки й вищі прошарки суспільства, котрі зумовили таке їхнє становище.
Браян Еґґерт на Deep Focus Review дав опис: «Вуличне сміття» демонструє пукання в обличчя; абсурдні бойові сцени; і безліч різнокольорового слизу, що сочиться з жертв «Tenafly Viper». Усе це радше розважатиме підлітків, яким цікаво, як далеко все може зайти в цьому фільмі. «Вуличне сміття» настільки рішуче образить кожну суспільну групу, що відмовляється від будь-яких стосунків із авдиторією, окрім іронічних. Фільм очікує, що глядачі цінуватимуть його за те, як він протистоїть усьому традиційному.